# Пьотър Мамонов
Пьотър Мамонов (на руски: Пётр Никола́евич Мамо́нов 14 април 1951 г. - 15 юли 2021 г.) е съветски и руски актьор и музикант. Най-емблематични са ролите му във филмите „Такси-блус“ (1990), „Остров“ (2006) и „Цар“ (2009) на Павел Лунгин. Той е познат, като бивш фронтмен и текстописец на руската група „Звуки Му“.

## Биография
Мамонов е роден в административния окръг Болшом Каретном на Москва. Още от малък той проявява актьорски заложби, като е изгонен от две средни училища, затова, че устройва цирк. През 70-те години на 20 в., той представя абсурдният моноспектакъл „Левис“, он и есть „левис“ – ко́ттон посолидней, представен в троллейбус. Той е работил като товарач, в руска баня (сауна) и като оператор на асансьор в Дома на литературния фонд. Мамонов отлично владее английски и норвежки език, като превежда и публикува множество поетични антологии.
Мамонов винаги е писал стихове, а песни започва да пише около 1980 г. Когато създава групата „Звуки Му“, той на около 30 г., което го отличава практически от всички съветски рок-музиканти по онова време, които започват кариерата си на около 20 години. Групата впоследствие се разпада и събира, и макар че формално все още съществува, в крайна сметка се преобразува в отделни авторски проекти на Мамонов. През 1990 г. е издаден албума „Мамонов и Алексей“, а през 1994 г. аблума „Русские поют“ с цинични кавър-версии на песни на Бийтълс и Джон Ленън. За периода 1988 – 2005 г. Мамонов издава 17 албума. По-късната си музика Мамонов сам определя като „лит-хоп“ (литературен хип-хоп). Мамонов е един от малкото рок музиканти от бившия СССР, който успява да постигне признаване в чужбина, чрез сътрудничеството му с Брайън Иноу (Brian Eno) в края на 80-те години на 20 век.
Дебюта на Мамонов в киното е с филма „Игла“ (1988) на Рашид Нугманов.. Първата значима филмова изява на Мамонов е в главната роля във филма на Павел Лунгин „Такси блус“ (1990). През 90-те години той пише, продуцира и играе в няколко самостоятелни театрални представления, утвърждавайки се, като култова фигура в Русия. Той представя театралните творби „Има ли живот на Марс?“, в стила театър на абсурда прави „Предложение за брак“ по Антон Чехов, а в „Шоколадов Пушкин“, прави комични препратки (но не и цитати) към творчеството на Александър Пушкин.
Следващия проект, където актьорът участва е „Ана Карамазов“ (1991) на Рустам Хамдамов. Година по-късно се представя в „Крак“ (1992) на Никита Тягунов. През 1994 г. в сътрудничество с Олег Янковски Мамонов играе безименен герой в „Непозната земя“ на Янис Типалдос. Следващата година се появява филмът с негово участие „Времето за печал все още не е настъпило“ (1995) на Сергей Селянов.
След 1995 г. Мамонов започва да води силно уединен живот в село Ефаново, недалеч от гр. Верея, в югозападната част на Московска област. Впоследствие той ревностно приема източно-православното християнство. Мамонов дълги години страда от алкохолизъм, но в интервю споделя, че след като става християнин, спира употребата на алкохол и марихуана. Съпругата му Олга дълги години е мениджър на участията на съпруга си.
Цяло десетилетие по-късно се появява поредният филм с участието на актьора – „Прах“ (2005) на Сергей Лобан. Особено внимание Мамонов обаче получава с филма „Остров“ (2006) на Павел Лунгин, с който Венецианският филмов фестивал е закрит. За ролята си актьорът получава филмовата награда „Ника“. Разкаянието и православната вяра на героя във филма, предизвикват признанието на филма от руския патриарх Алексей ІІ и на Руската православна църква. Две години по-късно, в поредния филм на Павел Лунгин – „Цар“ (2009), Мамонов се превъплъщава в образа на руския цар Иван Грозни, където си партнира с Олег Янковски (в ролята на митрополит Филип). Действието се развива по време епохата на терор наречена „Опричнина“ (замисълът на автора е да я представи като алегория на сталинските репресии).